# Brian Jensen (ur. 1968)
Brian Boye Jensen (ur. 23 kwietnia 1968 w Glostrup) – duński piłkarz występujący na pozycji obrońcy.

## Kariera klubowa
Jensen karierę rozpoczynał w 1987 roku w zespole Glostrup IF 32. W 1988 roku przeszedł do pierwszoligowego Brøndby IF i w sezonie 1988 zdobył z nim mistrzostwo Danii. W następnym sezonie wraz z zespołem wywalczył zaś wicemistrzostwo Danii, a także Puchar Danii. Sezon 1990 spędził na wypożyczeniu w drugoligowym klubie Helsingør IF. Potem wrócił do Brøndby, a w sezonie 1993/1994 po raz drugi zdobył z nim Puchar Danii.
Pod koniec 1994 roku Jensen przeszedł do francuskiego Stade Rennais. W Ligue 1 zadebiutował 17 grudnia 1994 w przegranym 0:1 meczu z RC Lens. Latem 1995 roku został kapitanem swojego zespołu. Graczem Stade Rennais był do końca sezonu 1996/1997. Następnie odszedł do innego pierwszoligowego zespołu, AS Cannes. Występował tam przez kilka miesięcy i na początku 1998 roku wrócił do Danii, gdzie ponownie został zawodnikiem Brøndby. W sezonie 1997/1998 zdobył z nim mistrzostwo Danii oraz Puchar Danii. W 1999 roku zakończył karierę.

## Kariera reprezentacyjna
W reprezentacji Danii Jensen zadebiutował 12 czerwca 1991 w przegranym 0:2 towarzyskim meczu z Włochami. W latach 1991–1994 w drużynie narodowej rozegrał 6 spotkań.